# Hazel Neason
Hazel Neason (Pittsburgh, Pensilvania, 16 de agosto de 1891 –  Nueva York, 24 de enero de 1920) fue una actriz cinematográfica estadounidense, activa en la época del cine mudo.

## Biografía
Nacida en Pittsburgh, Pensilvania, debutó en el cine como actriz a los 18 años, en 1909, dirigida por James Stuart Blackton en los estudios Vitagraph. Un año después rodó su segunda cinta, producida por Independent Moving Pictures, trabajando más adelante también para Kalem Company.
A lo largo de su carrera, que se extendió hasta 1916, participó como actriz en 58 filmes, escribiendo el guion de un total de 4.
Hazel Neason falleció en 1920 en Nueva York, a causa de una gripe. Tenía 28 años de edad.

## Filmografía

### Actriz
- Les misérables, de J. Stuart Blackton (1909)
- The Garden of Fate, de Harry Solter (1910)
- His Mother (1911)
- When a Man's Married His Trouble Begins (1911)[3]
- Cupid's Chauffeur (1911)
- The Sleep Walker, de Van Dyke Brooke (1911)
- She Came, She Saw, She Conquered, de Van Dyke Brooke (1911)
- Two Wolves and a Lamb, de Van Dyke Brooke (1911)
- Birds of a Feather (1911)
- A Friendly Marriage, de Van Dyke Brooke (1911)[3]
- Jimmie's Job (1911)
- How Millie Became an Actress (1911)
- Forgotten; or, An Answered Prayer, de Van Dyke Brooke (1911)
- The Answer of the Roses (1911)
- By Way of Mrs. Browning (1911)
- Aunt Huldah, the Matchmaker, de Edwin R. Phillips (1911)
- Captain Barnacle, Diplomat, de Van Dyke Brooke (1911)
- Their Charming Mama, de Frederick A. Thomson (1911)
- An Innocent Burglar, de Van Dyke Brooke (1911)
- His Last Cent, de Van Dyke Brooke (1911)
- In the Clutches of a Vapor Bath (1911)
- A Romance of Wall Street, de Van Dyke Brooke y Maurice Costello (1912)
- Caught in the Rain (1912)
- Captain Barnacle's Messmates, de Van Dyke Brooke (1912)
- For the Honor of the Family, de Van Dyke Brooke (1912)
- Where the Money Went (1912)
- The First Violin, de Van Dyke Brooke (1912)
- The Law or the Lady, de Van Dyke Brooke y Maurice Costello (1912)
- Playmates (1912)[3]
- Winning Is Losing, de Charles L. Gaskill (1912)
- The Diamond Brooch (1912)
- Lulu's Anarchist, de Edwin R. Phillips (1912)
- The Penalty of Intemperance (1912)
- The Lair of the Wolf (1912)
- The Thief (1912)
- A Political Kidnapping (1912)
- The Girl Reporter's Big Scoop (1912)
- The Heart of John Grimm (1912)
- The County Fair (1912)
- The Young Millionaire (1912)
- The Tell-Tale Message (1912)
- A Daughter's Sacrifice (1912)
- The Finger of Suspicion, de Ralph Ince (1912)
- Ida's Christmas, de Van Dyke Brooke (1912)[3]
- The Flag of Freedom (1913)
- Grandfather (1913)
- The Nurse at Mulberry Bend (1913)
- The Answered Prayer (1913)
- Alixe; or, The Test of Friendship, de William V. Ranous  (1913)
- Out of the Storm, de Wilfrid North (1913)
- Playing with Fire, de Bert Angeles (1913)
- A Soul in Bondage, de Van Dyke Brooke (1913)
- The Heart of Mrs. Robins, de Van Dyke Brooke (1913)
- Heart of a Woman, de Charles Giblyn (1914)
- Mr. Bingle's Melodrama, de George D. Baker (1914)
- The Enemies, de Harry Davenport (1915)
- The Plague Spot, de Theodore Marston (1915)
- The Embodied Thought, de Edward Sloman (1916)